# Sulat
För andra betydelser, se Sulat (olika betydelser).
Sulat (Bayan ng Sulat) är en kommun i Filippinerna. Kommunen ligger på ön Samar, och tillhör provinsen Östra Samar. Folkmängden uppgår till 14 193 invånare.

## Barangayer
Sulat är indelat i 18 barangayer.
| - A-et - Baybay (Pob.) - Kandalakit - Del Remedio - Loyola Heights (Pob.) - Mabini - Maglipay (Pob.) - Maramara (Pob.) - Riverside (Pob.) | - San Francisco - San Isidro - San Juan - San Mateo - San Vicente - Santo Niño - Santo Tomas - Tabi (Pob.) - Abucay (Pob.) |